# NGC 4607
إن جي سي 4607 (NGC 4607) هو حافة على مجرة حلزونية تقع على بعد حوالي 56 مليون سنة ضوئية بعيدا من كوكبة العذراء.  تم اكتشافه من قبل عالم الفلك ر. ميتشل  في 24 أبريل 1854. المجرة تابعة لبرج العذراء العنقودية.

## للإستزادة
- قائمة أجرام NGC (4001-5000)
- NGC 4302 - مجرة أخرى في برج العذراء المجموعة مع مظهر مماثل

## وصلا خارجية
- NGC 4607 على موقع ويكي سكاي: DSS2, SDSS, GALEX, IRAS, Hydrogen α, X-Ray, Astrophoto, Sky Map, Articles and images